# Otrubnye
Otrubnye (del ruso: Отрубные) es un jútor del raión de Krasnoarméiskaya, en el sur de Rusia. Está situado en el delta del Kubán, a orillas de su distributario Anguélinski, 19 km al oeste de Poltávskaya y 67 al noroeste de Krasnodar, la capital del krai.Tenía 248 habitantes en 2010
Pertenece al municipio Staronizhestebliyevskoye.